# Comú de Lleida
El Comú de Lleida és un partit polític de caràcter municipal que es va presentar a les eleccions per primera vegada l'any 2015. Sense recursos per fer propaganda amb cartells com la resta de partits va aconseguir 3787 vots que es van traduir en dos regidors a la Paeria. El consistori va passar d'acollir tres formacions polítiques a tenir-ne set. Els comuns van ser, sens dubte, la sorpresa de la nit electoral, ja que fins aleshores no havien tingut pràcticament ressò enlloc. La propaganda que van fer servir durant la campanya electoral va consistir a lligar llaços de color bordeus al voltant de fanals per tota la ciutat de Lleida.
Quatre mesos abans de les eleccions municipals del 2019, al gener, el Comú de Lleida va arribar a un acord amb Catalunya en Comú i Podem Lleida per presentar-s'hi plegats, i van revalidar els dos regidors que ja tenien amb un increment d'un miler de vots respecte als comicis municipals anteriors. En aquestes eleccions van obtenir 4896 vots, la qual cosa els va situar en cinquena posició. El cap de llista fou Sergi Talamonte, que hi va accedir a través d'unes primàries internes. El Comú de Lleida va formar part del govern de la Paeria durant dos anys, del 2019 al 2021, juntament amb ERC i Junts per Lleida. L'estiu del 2021 va sortir del govern municipal arran de discrepàncies diverses.

## Resultats electorals
El Comú de Lleida ha participat en 3 convocatòries electorals des de la seua fundació.
| Any eleccions | Vots  | % vots (posició) | Regidors | +/-        | Govern                    | Cap de llista            |
| ------------- | ----- | ---------------- | -------- | ---------- | ------------------------- | ------------------------ |
| 2015          | 3.787 | 7,55 (7)         | 2 / 27   | partit nou | Oposició                  | Carlos González Iglesias |
| 2019          | 4.896 | 8,68 (5)         | 2 / 27   | =          | Coalició (ERC-JxCat–Comú) | Sergio Talamonte Sanchez |
| 2023          | 2.373 | 5,01 (6)         | 1 / 27   | 1          | Oposició                  | Laura Bergés Saura       |